# Suarius tigridis
Suarius tigridis là một loài côn trùng trong họ Chrysopidae thuộc bộ Neuroptera. Loài này được Morton miêu tả năm 1921.